# Jerzy Witeczek
Jerzy Witeczek (ur. 10 grudnia 1941 w Tworkowie koło Raciborza) – polski architekt, nauczyciel akademicki, jeden z twórców Śląskiej Szkoły Architektury. Autor ponad 150 realizacji wszelkich rodzajów obiektów w kraju i zagranicą. Laureat 25 nagród i wyróżnień w konkursach krajowych i zagranicznych.

## Życiorys
Studia odbywał na Wydziale Budownictwa Przemysłowego i Ogólnego, oddział Architektury Politechniki Śląskiej w Gliwicach w latach 1961–67. Dyplom pt.: "Jednostka mieszkaniowa w Zabrzu" wykonał pod kierunkiem prof. Zygmunta Majerskiego. Staże projektowe odbył w biurach architektonicznych prof. Perotiego w Steier (Austria 1965), Wolfganga Radlera w Wiedniu i Linz (Austria 1968–69) i Reinholda Barona w Wuppertalu (Niemcy 1985). Pracował także w Wojewódzkim Biurze Projektów w Katowicach (1977-2003). Od 1963 pracownik naukowo-dydaktyczny w Katedrze Projektowania Architektonicznego Wydziału Architektury Politechniki Śląskiej w Gliwicach, najpierw jako stażysta 1967, następnie asystent 1968, starszy asystent 1969–77. Pracę doktorską pt.: „Kształtowanie przestrzeni pomocniczej mieszkania w zależności od cech antropometrycznych i indywidualnych potrzeb użytkowników” pod kierunkiem prof. Wiktora Jackiewicza obronił na ówczesnym Wydziale Architektury i Budownictwa Politechniki Śląskiej w roku 1977. Od 1993 roku, po złożeniu pracy kwalifikacyjnej w CK, piastował stanowisko profesora nadzwyczajnego. 
Kierownik Katedry Projektowania Architektonicznego 1994–2009, prodziekan ds. Organizacji na Wydziale Architektury 1999–2005. Organizator i przewodniczący Międzynarodowej Konferencji naukowej „Nowoczesność w Architekturze” 2007–2012, redaktor naukowy wydawnictwa „Nowoczesność w Architekturze” 2007–2012, autor kilkudziesięciu publikacji naukowych. Promotor prawie stu pięćdziesięciu prac dyplomowych magisterskich, z których wiele nagrodzono w konkursach na najlepszą pracę dyplomową organizowanych przez SARP, TUP, Ministra Infrastruktury. Organizator i moderator wystaw i warsztatów studenckich w Warszawie, Wrocławiu, Katowicach, Raciborzu, Opawie, Ostrawie, Brnie.
Członek szeregu stowarzyszeń i organizacji, m.in.: Izby Architektów RP, członek Komisji Kwalifikacyjnej Śląskiej Okręgowej Izby Architektów, Bielskiej Komisji Urbanistyczno- Architektonicznej, Członek Stowarzyszenia Architektów Polskich, przez wiele kadencji sędzia SARP. W 2012 roku uhonorowany złotą odznaką SARP i złotą odznaką Izby Architektów, Medalem SARP za osiągnięcia w dziedzinie architektury 1980 r., ponadto:  Złotym Krzyżem Zasługi 1987 r., Medalem Zasłużonych dla Politechniki Śląskiej 1997 r. Złotą Odznaką MOKATE za wybitne zasługi dla firmy 1999 r. Medalem 50-lecia Wydziału Górnictwa i Geologii 2000 r., Medalem Komisji Edukacji Narodowej 2001 r, Medalem 65-lecia Tradycji Inżynieryjnej na Śląsku 2010 r., Krzyżem Kawalerskim Orderu Odrodzenia Polski 2004 r., Medalem Rektora Politechniki Śląskiej za wybitny wkład w rozwój architektury Uczelni 2011 r., w różnych zespołach autorskich uhonorowany wieloma wyróżnieniami i nagrodami za twórczość architektoniczną. W 2015 roku otrzymał Medal imienia Profesora Zygmunta Majerskiego za wybitny wkład w rozwój architektury Województwa Śląskiego.

## Ważniejsze realizacje

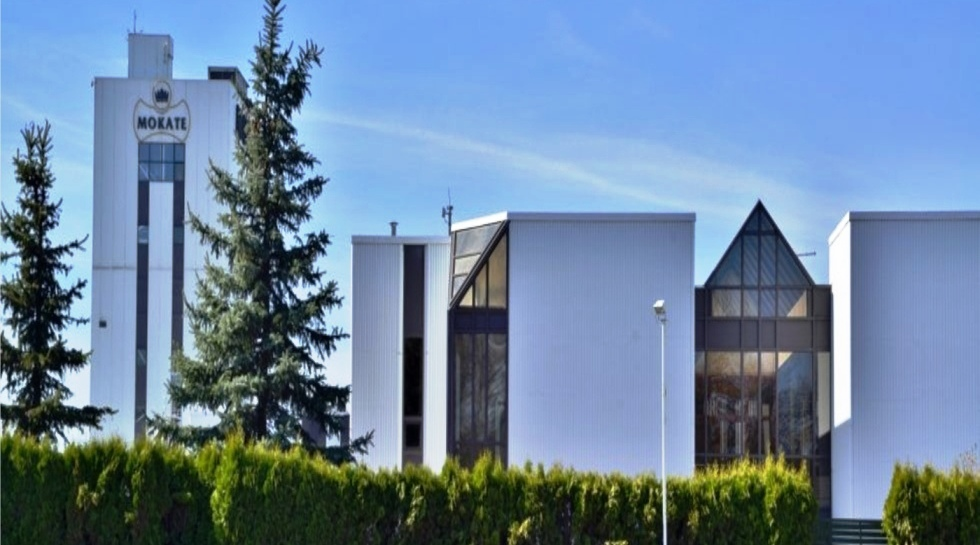
Fabryka MOKATE w Żorach [autor: J. Witeczek] 2000–2001

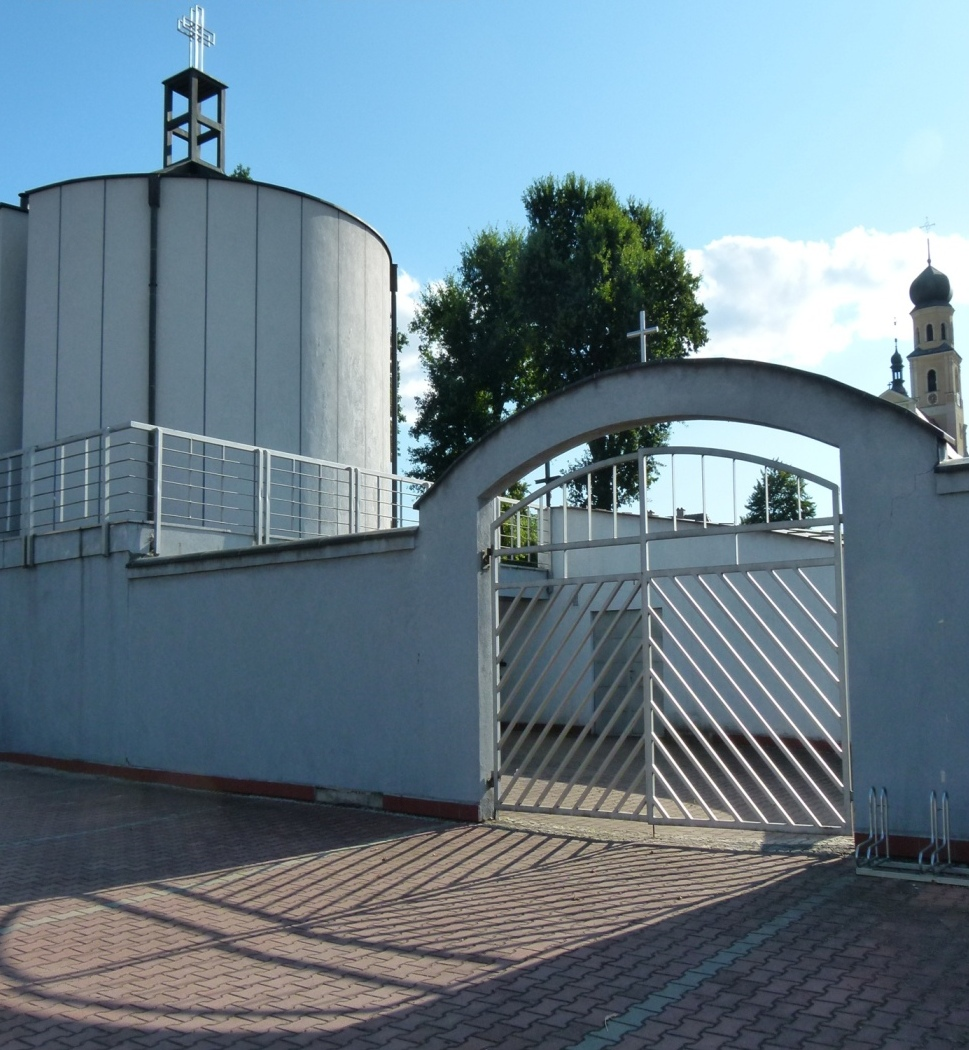
Kaplica przedpogrzebowa 1996–99 i rewaloryzacja kościoła parafialnego w Tworkowie 2001–2003

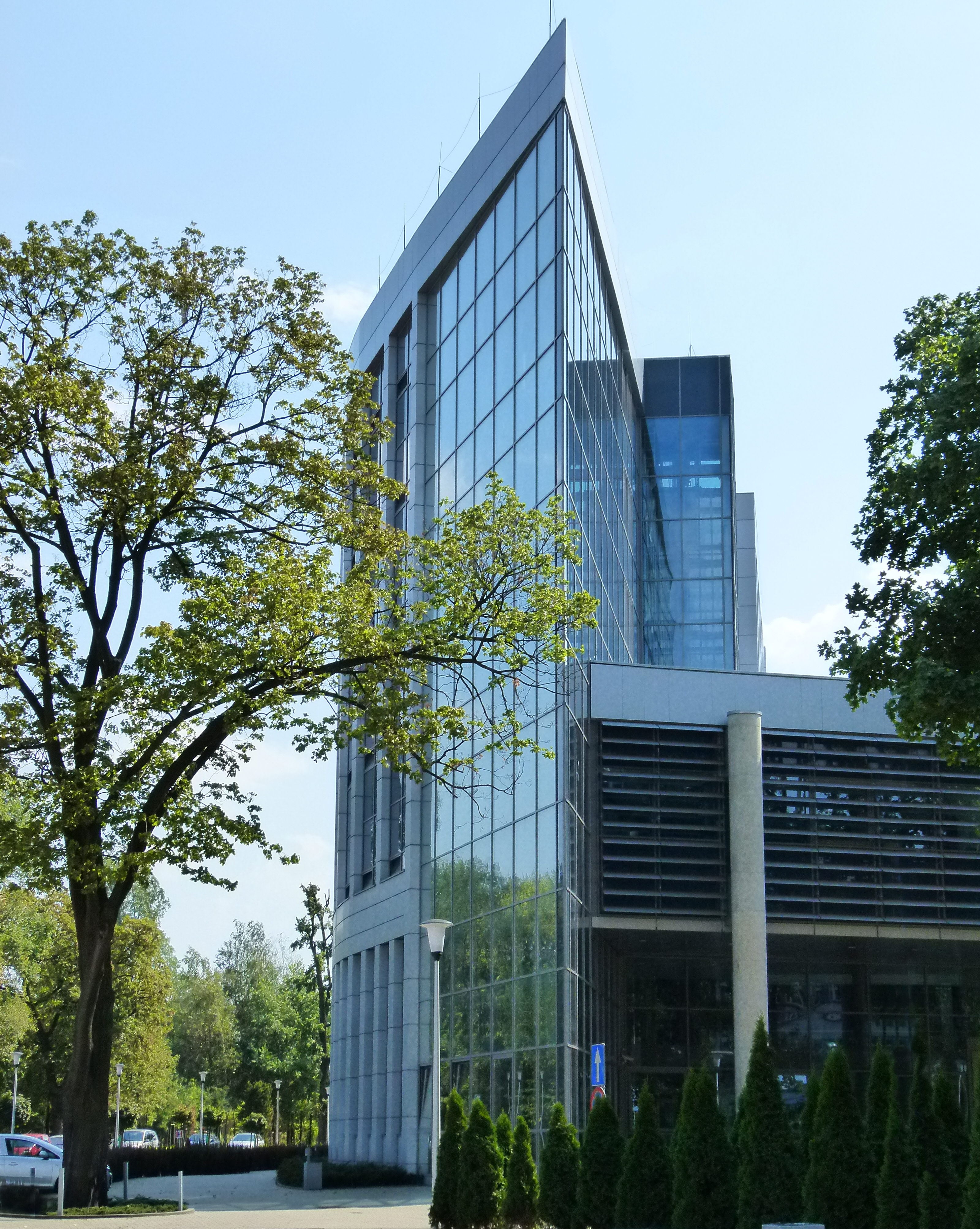
Naukowo-Dydaktyczne Centrum Nowych Technologii Politechniki Śląskiej [autorzy: J. Witeczek, T. Wagner, projekt budowlany: Michał Lewiński – Panta Rhei Sp. z o.o.] 2007–2012

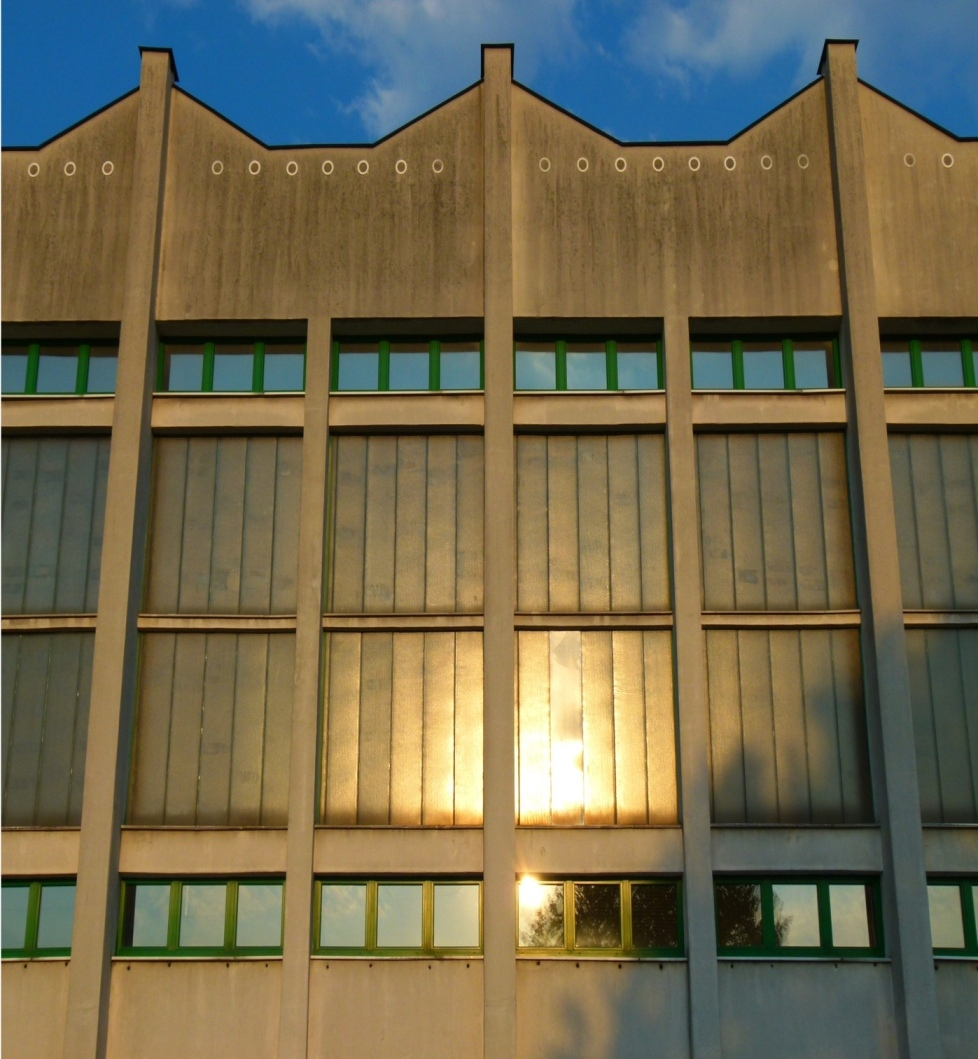
Szkoła Podstawowa nr 67 przy ul. Zielonej w Katowicach [autor: J. Witeczek] 1987–1989

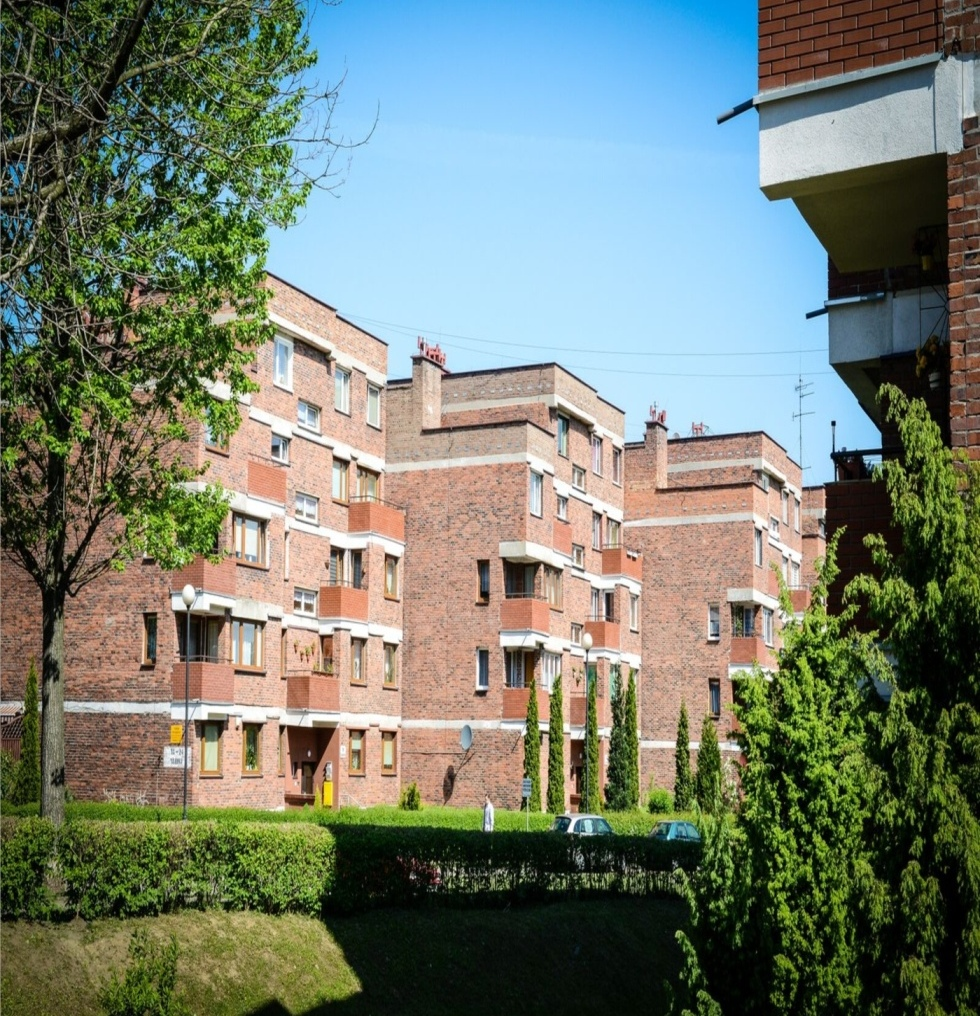
Zespół mieszkaniowy w Katowicach przy ul. Witosa w Katowicach [autor: J. Witeczek] 1984–1980

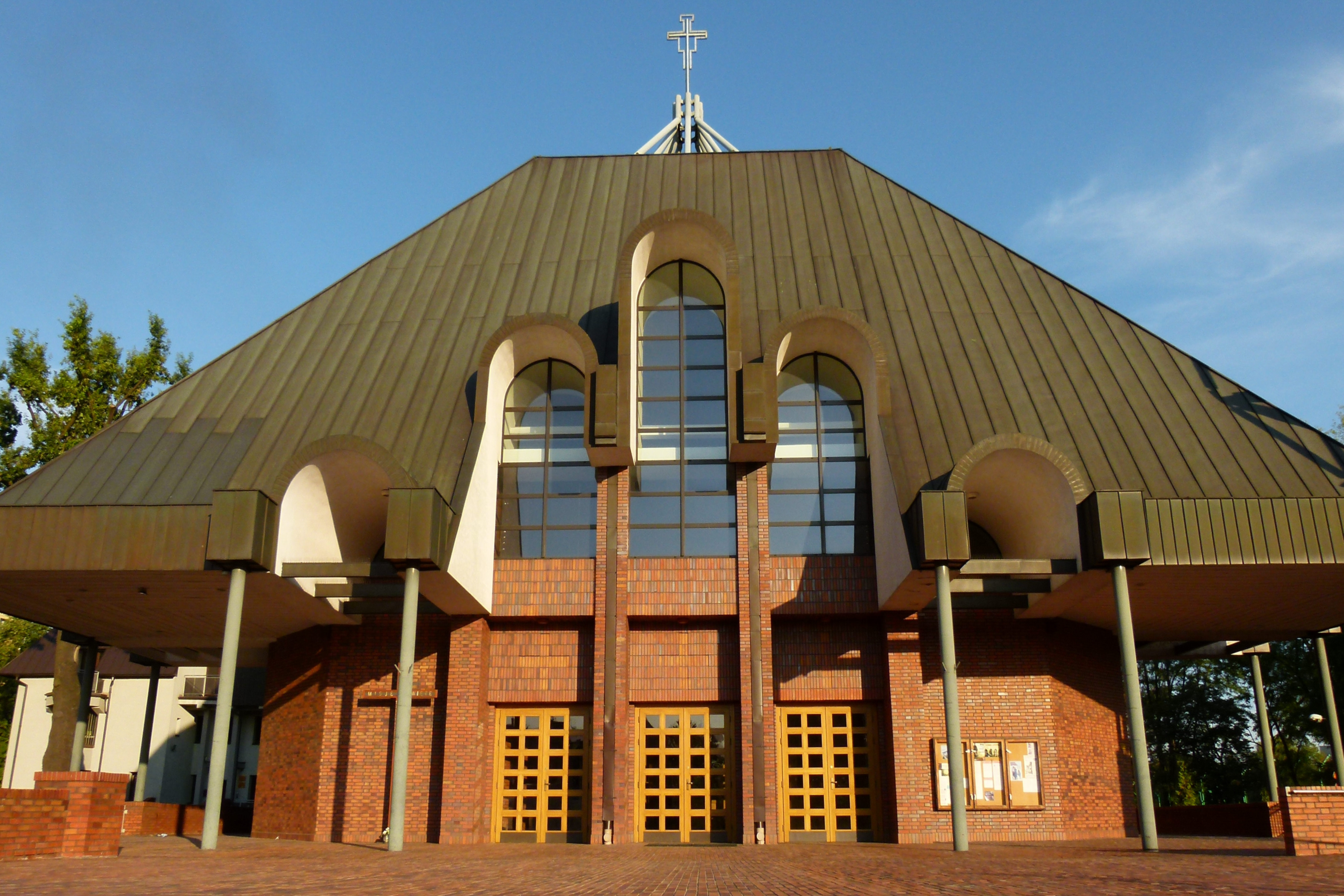
Kościół oo. Franciszkanów w Gliwicach [autorzy: P. Pawłowski J. Witeczek] 1983–2008

- Supermarket PLUS-KAUFPARK w Linz, Austria [autor: W. Radler, współpraca: J. Witeczek] 1968
- Klub Studencki „Spirala” w Gliwicach – modernizacja wnętrza, [autorzy: W. Sidło, J. Witeczek] 1968–1972
- Studenckie Centrum Radiowe w Gliwicach [autorzy: J. Lelątko, J. Witeczek] 1972–1973
- Całoroczne domy wypoczynkowe w Ośrodku w Pławniowicach [autor: J. Witeczek] 1973–1975
- Wnętrza statku MS „Politechnika Śląska” [autorzy: T. Pfűtzner. J. Witeczek] 1974
- Studencki Teatr STG w Gliwicach – przebudowa i wnętrza [autor: J. Witeczek] 1975
- Klub Studencki „Program” w Gliwicach – modernizacja i wnętrza [autorzy: A. Pietras, J. Witeczek] 1975–1977
- Zestaw domków jednorodzinnych dla pracowników Politechniki Śląskiej [autorzy: W. Sidło, J. Witeczek] 1976–1980
- Centrum Szkolenia Kadr w Katowicach – wnętrza [autorzy: W. Jackiewicz, Z. Bujak, J. Witeczek] 1979–1980
- Sala Senatu Politechniki Śląskiej w Gliwicach, rozbudowa i wnętrza [autor: J. Witeczek] 1979
- Zespół mieszkaniowy w Katowicach przy ul. Krasickiego – 150 mieszkań [autor: J. Witeczek] 1980–1985
- Budynek plombowy w Piekarach – 15 mieszkań [autorzy: M. Kilanowicz, J. Witeczek] 1981–1983
- Zespół mieszkaniowy w Łaziskach przy ul. Wałowej – 120 mieszkań [autor: J. Witeczek] 1982–1984
- Zespół mieszkaniowy w Rudzie Śląskiej przy ul. Kokota – 120 mieszkań [autor: J. Witeczek] 1982–1983
- Przedszkole dla dzieci pracowników Politechniki Śląskiej w Gliwicach – 4 oddziały, 80 dzieci – rewaloryzacja, przebudowa i wnętrza [autor: J. Witeczek] 1982
- Dom Katechetyczny w Tworkowie [autor: J. Witeczek] 1982–1992
- Żłobek w Piekarach [autor: J. Witeczek] 1983
- Ośrodek Wypoczynkowy dla KWK „Kleofas” nad Jeziorem Żywieckim [autor: J. Witeczek] 1983–1986
- Zespół Kościelno-Klasztorny oo. Franciszkanów w Gliwicach [autorzy: P. Pawłowski J. Witeczek] 1983–2008
- Zespół mieszkaniowy w Katowicach przy ul. Rewolucjonistów – 90 mieszkań [autor: J. Witeczek] 1984-1980
- Zabudowa jednorodzinna szeregowa w Katowicach przy ul. Orkana [autor: J. Witeczek] 1985–1986
- Gminny Ośrodek Zdrowia o ośmiu gabinetach w Tworkowie [autor: J. Witeczek] 1986–1989
- Hotel Sportowy na Stadionie Śląskim w Chorzowie – modernizacja, rozbudowa i wnętrza [autor: J. Witeczek] 1986–1990
- Zabudowa mieszkaniowa punktowa wysoka na Osiedlu Kokociniec w Katowicach – 425 mieszkań [autor: J. Witeczek] 1987–1990
- Szkoła ośmioklasowa czterociągowa na Osiedlu Kokociniec w Katowicach Panewnikach [autor: J. Witeczek] 1987–1989
- Przedszkole czterooddziałowe w Katowicach – Panewnikach [autor: J. Witeczek] 1988
- Sala posiedzeń Rady Wydziału Mechaniczno – Technologicznego Politechniki Śląskiej w Gliwicach – wnętrza [autor: J. Witeczek] 1989–1990
- Pensjonat w Ustroniu [autor: J. Witeczek] 1989–1990
- Budynek mieszkalno-usługowy przy ul. Nasypowej 1 w Katowicach – 17 mieszkań [autor: J. Witeczek] 1990–1992
- Dom Kultury w Tworkowie [autor: J. Witeczek] 1990-1993
- Dojrzewalnia owoców dla firmy „Fruchtunion” w Tarnowskich Górach [autor: J. Witeczek] 1991–1992
- Ośrodek Leczenia i Rehabilitacji Przewlekle Chorych w Katowicach – Bogucicach – 180 łóżek [autor: J. Witeczek, współpraca: W. Olejko, J. Grzywocz, A. Gajdek] 1992
- Rewaloryzacja zabytkowego Kościoła p.w. Ap. Piotra i Pawła w Tworkowie [autor: J. Witeczek] 1993–1995
- Rewaloryzacja zabytkowej kamienicy w Rudzie Śląskiej – Wirku na Bank PKO S.A. [autor: J. Witeczek] 1994–1997
- Rewitalizacja i realizacja Auli Głównej Politechniki Śląskiej w Gliwicach [autor: J. Witeczek] 1994
- „Dom Pracy Twórczej” w Szczyrku dla pracowników Politechniki Śląskiej w Gliwicach [autor: J. Witeczek, współpraca: W. Olejko] 1994–1997
- Fabryka przemysłu spożywczego „MOKATE” w Ustroniu (900 osób zatrudnionych, 45 000 m² pow. Użytkowej) [autor: J. Witeczek] 1994–2000
- Fabryka lodów „Italiana” w Katowicach – Panewnikach [autor: J. Witeczek] 1994–1997
- Centrum obsługi i sprzedaży samochodów BMW i Rover w Katowicach [autorzy: J. Witeczek, J. Kunysz] 1994–1997
- Kaplica przedpogrzebowa w Tworkowie [autor: J. Witeczek, współpraca: J. Grzywocz] 1996–1999
- Nowy Rektorat Politechniki Śląskiej – przebudowa i wnętrza [autor: J.Witeczek, współpraca: J. Grzywocz] 1996–1997
- Autosalon „Peugeot” w Katowicach przy ul. Kościuszki [autor: J. Witeczek] 1997–1999
- Audytoria dla 140 osób na Wydziale Chemicznym Politechniki Śląskiej [autor: J. Witeczek] 1997–1999
- Rekonstrukcja wieży Kościoła p.w. św. Jana Chrzciciela w Raciborzu [autor: J. Witeczek] 1996–1997
- Audytoria i laboratorium środowiskowe na Wydziale Autoatyki, Elektroniki i Informatyki Politechniki Śląskiej w Gliwicach [autorzy: J. Witeczek, G. Nawrot, J. Kubec, D. Radwański] 1997–1999
- Rekonstrukcja wieży i hełmu oraz rewaloryzacja Kościoła pw. Wszystkich Świętych w Bieńkowicach [autor: J. Witeczek] 1997–1999
- Żłobek w Piekarach [autor: J. Witeczek] 1997
- Przebudowa wnętrza auli dla 350 osób na Wydziale Górnictwa  Geologii Politechniki Śląskiej w Gliwicach [autorzy: J. Witeczek, G. Nawrot, J. Kubec, D. Radwański] 1998–1999
- Rewaloryzacja Auli Głównej na Wydziale Chemicznym Politechniki Śląskiej [autorzy: J. Witeczek, J. Kubec, D. Radwański] 1998
- Wnętrza Sali Rady Wydziału Chemicznego Politechniki Śląskiej [autorzy: J. Witeczek, G. Nawrot, T. Wagner] 1999
- Zespół mieszkaniowy przy ul. Chemicznej w Gliwicach – 60 domów [autor: J. Witeczek] 1999–2001
- Fabryka MOKATE w Żorach (700 osób zatrudnionych, 25 000 m²) [autor: J. Witeczek] 2000–2001
- Rewaloryzacja zabytkowego kościoła p.w. św. Urbana w Tworkowie [autor: J. Witeczek] 2001–2003
- Wnętrza dolnego kościoła pw. Najświętszej Maryi Panny Matki Kościoła w Gliwicach [autorzy: J. Witeczek, A. Witeczek] 2001
- Fabryka ITALIANA w Katowicach – Panewnikach [autor: J. Witeczek] 2003-2005
- Centrum Edukacyjno-Kongresowe /CEK/ Politechniki Śląskiej w Gliwicach [autorzy: J. Witeczek, J. Czarnecki, M. Balcer – Zgraja, G. Nawrot] 2003–2005
- Odbudowa Zamku im. Księstwa Siewierskiego w Siewierzu – udostępnienie wieży i budowa mostu bramnego [autorzy: J. Witeczek, T. Wagner] 2004–2007
- Rozbudowa poradni stomatologicznej „Vidental” przy ul. Kurpiowskiej w Gliwicach [autorzy: J. Witeczek, A. Witeczek] 2004
- Technopark Gliwice [autorzy: J. Witeczek, J. Czarnecki, M. Polak] 2004–2008
- NZOZ „B-dental” w Gliwicach [autorzy: J. Witeczek, A. Witeczek] 2005-2008
- Wnętrza Dziekanatu Wydziału Chemicznego [autor: J. Witeczek] 2006
- Przebudowa Kino-Teatru „X” na Wydział Architektury Politechniki Śląskiej [autor: J. Witeczek, współpraca: J. Czarnecki, projekt budowlany: Mat-Bud: Danuta i Marian Mazgaj, Joanna Mazgaj-Klimanek, Szymon Opania, Alicja Szargut ] 2006–2011
- Audytoria na Wydziale Górnictwa i Geologii [autorzy J. Witeczek, J. Czarnecki] 2007
- Adaptacja i przebudowa budynków Jednostki Wojskowej w Zabrzu przy ul. Roosvelta na Wydział Organizacji i Zarządzania Politechniki Śląskiej [autorzy: J. Witeczek, G. Nawrot, T. Wagner] 2007-2011
- Naukowo – Dydaktyczne Centrum Nowych Technologii /CNT/ Politechniki Śląskiej [autorzy: J. Witeczek, T. Wagner, projekt budowlany: Michał Lewiński – Panta Rhei Sp. z o.o.] 2007–2012
- Prace konserwatorskie i zabezpieczające ruiny zamku w Tworkowie oraz odbudowa i udostępnienie wieży i wozowni dla zwiedzających [autorzy: J. Witeczek, T. Wagner, A. Witeczek] 2007–nadal
- Sala Rady Wydziału Automatyki Elektroniki i Informatyki [autorzy: J. Witeczek, G. Nawrot, W. Olejko] 2008
- Przebudowa stołówki przy ul. Pszczyńskiej na Centrum Kultury Studenckiej „Mrowisko” w Gliwicach [autorzy: J. Witeczek, T. Wagner] 2008–2011
- Laboratorium Nanotechnologii Wydziału Mechanicznego – Technologicznego Politechniki Śląskiej przy ul. Towarowej w Gliwicach [autorzy: J. Witeczek, T. Wagner] 2009–2015
- Rewaloryzacje elewacji zabytkowych kamienic w Gliwicach przy ul. Barlickiego, Częstochowskiej i Kłodnickiej [autorzy: J. Witeczek, A. Witeczek] 2011
- Modernizacja elewacji Wydziału Architektury Politechniki Śląskiej [autorzy: J. Witeczek, Z. Bujniewicz]. 2013–2014
- Rewaloryzacja zamku w Tworkowie [autorzy: J. Witeczek, A. Witeczek] 2016-2019
- Rewitalizacja kwartału królewskiego, przebudowa i rozbudowa budynku Dawnego Starostwa na Rynku w Olkuszu [autorzy: J. Witeczek, G. Nawrot, A. Witeczek] 2016-2020

## Ważniejsze konkursy krajowe i zagraniczne
- II nagroda w Konkursie SARP „Przyszłościowe wielorodzinne budynki mieszkalne dla Śląska” [autorzy: M. Król, J. Witeczek] 1968
- III nagroda w Ogólnopolskim Konkursie SARP „Wiejskie ośrodki usługowe” [autorzy: W. Strabel, J. Witeczek] 1970
- II nagroda (pierwszej nie przyznano) w Ogólnopolskim Konkursie urbanistyczno-architektonicznym SARP „Osiedle mieszkaniowe Kopernika w Gliwicach” [autorzy: A. Klimczyk, J. Stobiecki, J. Witeczek] 1973
- I nagroda w Ogólnopolskim Konkursie SARP „Centralny Ośrodek Kultury w Katowicach” [autorzy: W. Jackiewicz, J. Witeczek] 1976
- I nagroda tzw. „Złota Wiecha” w Ogólnopolskim Konkursie Redakcji „Nowa Wieś” i „Zielonego Sztandaru” za realizację Zagrody Wiejskiej w Tworkowie [autor: J. Witeczek] 1977
- I wyróżnienie w Ogólnopolskim Konkursie urbanistyczno-architektonicznym SARP „Międzynarodowe Targi w Poznaniu  Strzeszowie” [autorzy: A. Glazer, J. Pallado, P. Pawłowski, J. Witeczek] 1978
- Wyróżnienie w ogólnopolskim konkursie urbanistyczno-architektonicznym SARP „Centrum Kulturalno-Usługowe w Żorach” [autorzy: A. Glazer, P. Pawłowski, J. Witeczek] 1979
- II nagroda (pierwszej nie przyznano) w Ogólnopolskim Konkursie urbanistyczno-architektonicznym TUP i SARP „Dzielnica mieszkaniowa dla 50-ciu tysięcy mieszkańców Kielce – Zachód” [autorzy: Z. Konopka, P. Pawłowski, M. Rozciszewski, S. Wiewióra, J. Witeczek] 1979
- Wyróżnienie honorowe SARP na Regionalnym Przeglądzie Architektury w Katowicach za „Budynek Mieszkalno-Usługowy w Katowicach” [autor: J. Witeczek] 1980
- Wyróżnienie w konkursie urbanistyczno-architektonicznym SARP „Dzielnica mieszkaniowa Olkusz – Witeradów” [autorzy: B. Dziekoński, E. Nowicki, J. Witeczek] 1984
- Wyróżnienie honorowe SARP na Wojewódzkim Przeglądzie Architektury w Katowicach za projekt budynku mieszkalnego przy ul. M. Skłodowskiej – Curie w Katowicach [autor: J. Witeczek] 1984
- II wyróżnienie w ogólnopolskim konkursie architektonicznym  SARP „Muzeum Powstania Warszawskiego” [autorzy: A. Duda, J. Witeczek, H. Zubel, współpraca: P. Lamik, K. Łaszcz, J. Kubec] 1985
- Wyróżnienie honorowe SARP na Wojewódzkim Przeglądzie Architektury w Katowicach za projekt szkoły czterociągowej w Katowicach – Panewnikach [autor: J. Witeczek] 1984
- Wyróżnienie w Międzynarodowym Konkursie UiA w Brighton „Schronienie dla ludzi bezdomnych” [autorzy: A. Duda, J. Król, J. Witeczek, H. Zubel, współpraca: P. Lamik, K. Łaszcz] 1987
- I nagroda w konkursie architektonicznym SARP „Hospicjum – szpital dla chronicznie chorych w Katowicach” [autor: J. Witeczek, współpraca: J. Wojewódka] 1988
- Wyróżnienie II stopnia w otwartym ogólnopolskim konkursie SARP na Światowe Centrum Esperanto w Białymstoku [autorzy: A. Duda, J. Witeczek, H. Zubel, współpraca: P. Lamik, K. Łaszcz] 1988
- II nagroda w Międzynarodowym konkursie IBA Emscher Park – Zagospodarowanie terenów pokopalnianych Prosper III w Bottrop – Niemcy [autorzy: A. Duda, J. Kubec, J. Witeczek, H. Zubel] 1990
- I nagroda w międzynarodowym konkursie UiA „Dzielnica Karolina w Ostravie” Czechy [autorzy: A. Duda, J. Kubec, J. Witeczek, H. Zubel] 2000

## Ważniejsze nagrody za twórczość architektoniczną i dydaktyczną
- Wyróżnienie w ogólnopolskim konkursie prac dyplomowych im. Skrypija i Nowickiego dla dyplomanta Krzysztofa Łaszcza za projekt „Próba modelowego kształtowania zabudowy Górnego Śląska na przykładzie miasta Ruda Śląska [promotor: J. Witeczek] 1990
- Medal SARP za osiągnięcia w architekturze. 1980
- Uzyskanie statusu Twórcy 1984
- Główna nagroda ogólnopolska w konkursie prac dyplomowych im. Prof. Waltera Henna dla dyplomantów: Jolanty Filipiak i Wojciecha Trompety za projekt „Przestrzeni otwarte dla miasta dnia jutrzejszego – adaptacja terenu kopalni Gliwice na park krajobrazowo – wystawienniczy” [promotor: J. Witeczek] 1994
- Główna nagroda TUP w konkursie prac dyplomowych z zakresu projektowania urbanistycznego dla dyplomantów: Jolanty Filipiak i Wojciecha Trompety za projekt „Przestrzeni otwarte dla miasta dnia jutrzejszego – adaptacja terenu kopalni Gliwice na park krajobrazowo – wystawienniczy” [promotor: J. Witeczek] 1994
- III nagroda w XV edycji Międzynarodowego Konkursu dla studentów organizowanego przez Urban Studies and Architecture Institute w Nowym Jorku za pracę „Bridges for Verona” dla studentów: Marleny Wolnik i Roberta Koniecznego [opiekun pracy: J. Witeczek] 1995
- Nagroda Dyrektora Instytutu prof. Livio Dimitriu w XVIII edycji Międzynarodowego Konkursu dla studentów organizowanego przez Urban Studies and Architecture Institute w Nowym Jorku za pracę „Przestrzenie placu San Zano w Veronie dla studentów: Agaty Malinowskiej i Michała Bułki [opiekun pracy: J. Witeczek] 1998
- Wyróżnienie w konkursie im. Prof. Z. Majerskiego na najlepszą pracę dyplomową wykonaną na Wydziale Architektury Politechniki Śląskiej w roku 1998, dla absolwentów arch. Marleny Wolnik i arch. Roberta Koniecznego [promotor: J. Witeczek] 1998
- I Nagroda w Konkursie im. Prof. Z. Majerskiego na najlepszą pracę dyplomową wykonaną na Wydziale Architektury Politechniki Śląskiej dla dyplomantki Magdaleny Gilner [promotor: J. Witeczek] 2000
- Wyróżnienie Ministra Infrastruktury za projekt Barbary Urbanowicz pt.: Przestrzeń publiczna miasta na przykładzie Tychów [promotor: J. Witeczek] 2008
- I Nagroda Marszałka w Konkursie na „Najlepszą przestrzeń województwa śląskiego” za projekt i realizację przebudowy Kino-Teatru „X” na Wydział Architektury Politechniki Śląskiej [autor: J. Witeczek, współpraca: J. Czarnecki, projekt budowlany Mat-Bud: Danuta i Marian Mazgaj, Joanna Mazgaj-Klimanek, Szymon Opania, Alicja Szargut] 2012
- I Nagroda Marszałka w Konkursie na „Najlepszą przestrzeń województwa śląskiego” za projekt i realizację przebudowy stołówki przy ul. Pszczyńskiej na Centrum Kultury Studenckiej „Mrowisko” [autorzy: J. Witeczek, T. Wagner] 2012
- Wyróżnienie Marszałka w Konkursie na „Najlepszą przestrzeń województwa śląskiego” za projekt i realizację przebudowy budynku jednostki wojskowej w Zabrzu na Wydział Organizacji i Zarządzania Politechniki Śląskiej [autorzy: J. Witeczek, G. Nawrot, T. Wagner] 2012
- I nagroda w konkursie im. Prof. Z. Majerskiego na najlepszą pracę dyplomową wykonaną na Wydziale Architektury Politechniki Śląskiej dla dyplomantki Anny Jabłońskiej [promotor: J. Witeczek] 2013
- Nagroda w krajowym konkursie prac dyplomowych im. Z. Zawistowskiego dla dyplomantki Anny Jabłońskiej [promotor: J. Witeczek] 2013
- Wyróżnienie Marszałka w Konkursie na „Najlepszą przestrzeń województwa śląskiego” za projekt i realizację Centrum Nowych Technologii Politechniki Śląskiej Politechniki Śląskiej w Gliwicach [autorzy projektu wstępnego i wnętrz: J. Witeczek, T. Wagner, projekt budowlany: Michał Lewiński – Panta Rhei Sp. z o.o. z Poznania] 2014